# 大和田通信所

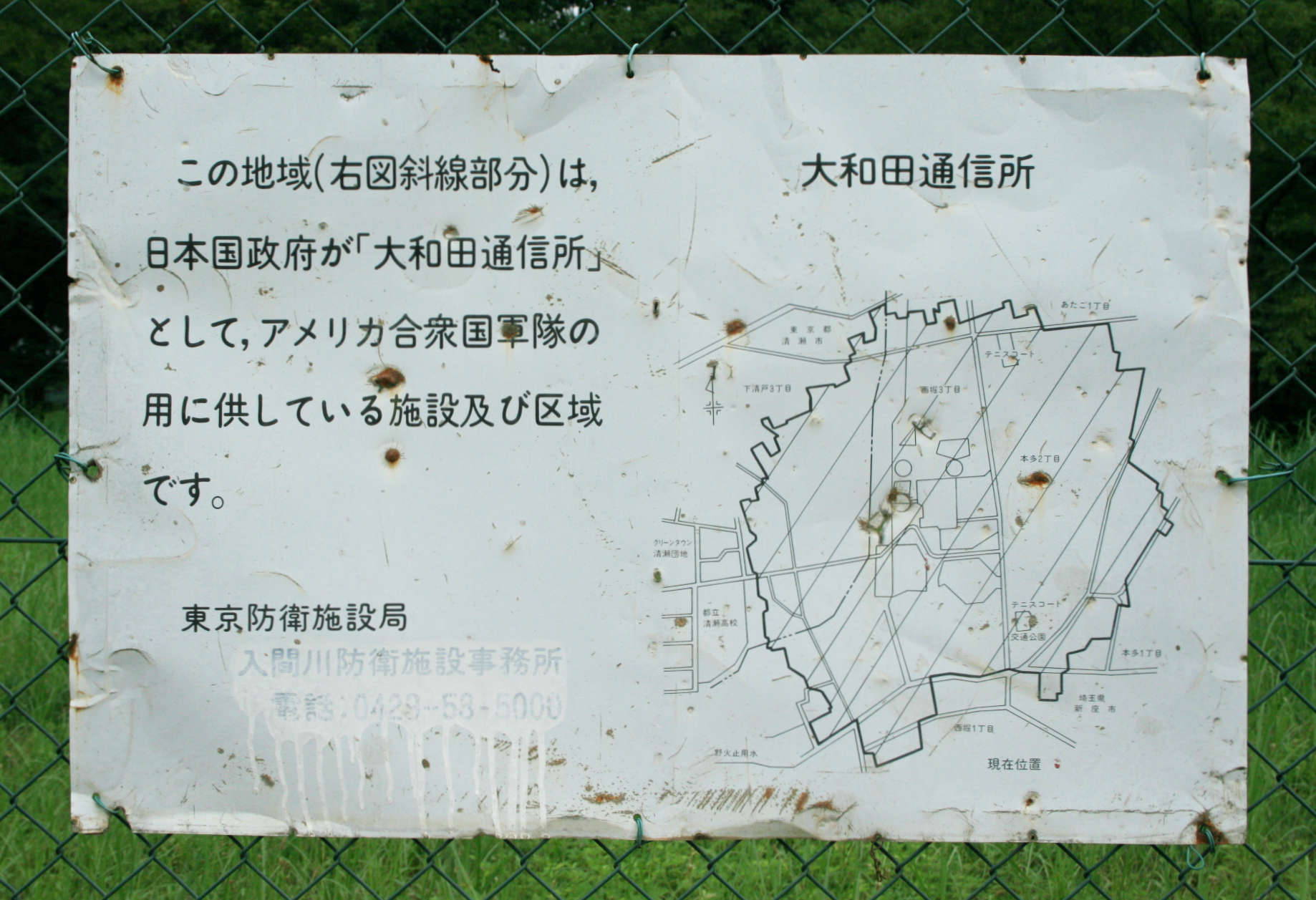
大和田通信所 2008年撮影。東京防衛施設局看板

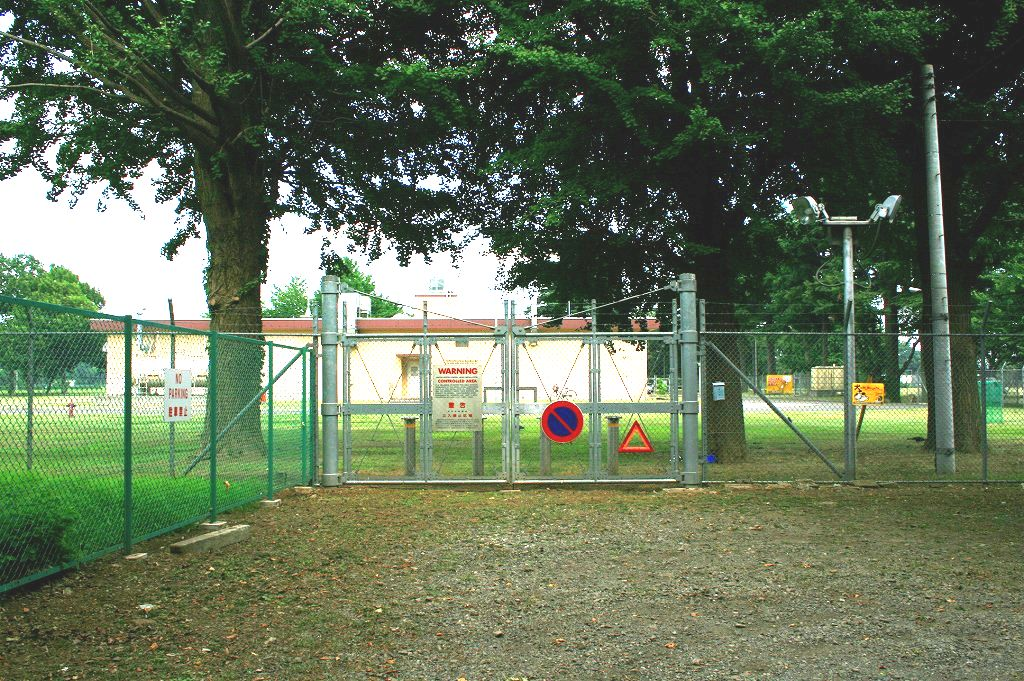
大和田通信所 2008年撮影。アメリカ軍施設である事を示す看板が掲示。

大和田通信所（おおわだつうしんじょ Owada Communication Site）とは、埼玉県新座市西堀、東京都清瀬市にまたがる在日アメリカ空軍基地施設の名称。施設番号はFAC 3056。
大日本帝国海軍大和田通信隊所属「大和田無線通信所」が、無線通信の受信・傍受施設として使用。戦後、気象通信所を経て米軍基地として接収。
当時の中央施設は2007年（平成19年）現在、日本の国有地で防衛省所管防衛施設庁北関東防衛局が管理し、在日米軍（米第5空軍374空輸航空団所属）と共同利用。当施設と送信施設の所沢通信基地は、無線送受信施設として一対を成す。当時の分室は現在、気象庁気象衛星センターが使用。

## 概要

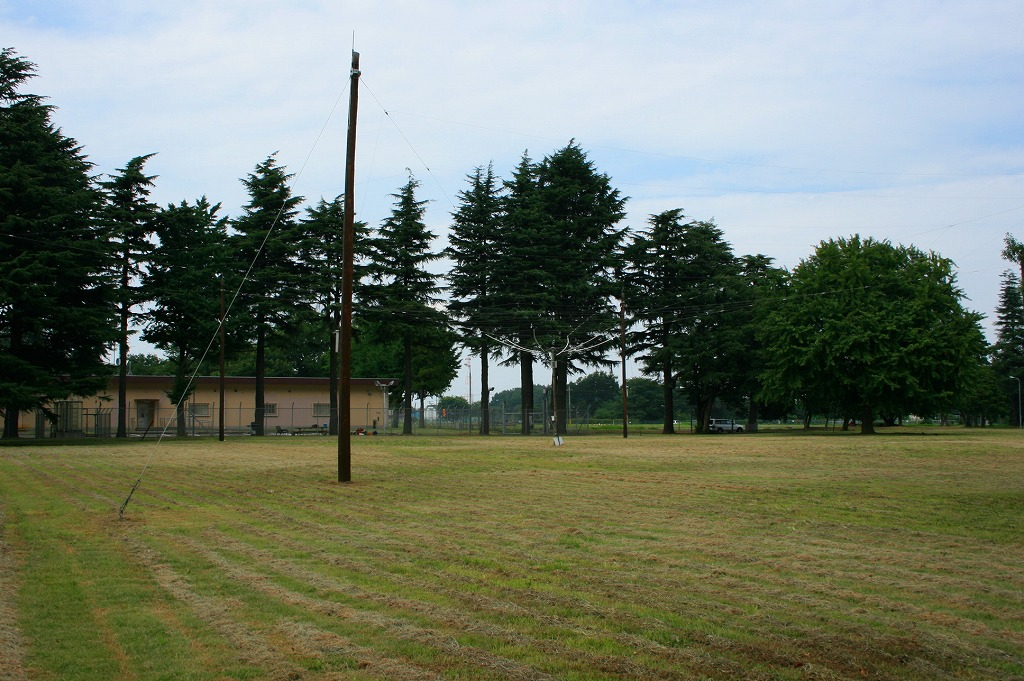
大和田通信所 2008年撮影。手前に見えるのはログスパイラルアンテナ。奥に見える建物は中央施設。

1936年（昭和11年）に開設された。2016年（平成28年）時点の敷地面積は1,197,700.81m2（私有地等758,857.03m2、国有地438,843.78m2）。本隊と中央施設内部に大型無線受信機23台、小型無線受信機200台設置。他に施設運用にあたる隊員用宿舎なども併設。
敷地内部には高さ6mの黒い木製主柱90本を等間隔に建て、水平方向にワイヤーアンテナ線を張り、支えの支線などもあった。主柱にはハワイ、シンガポール、マニラ、グアム、台湾など、受信地域名記載の木製札が掛けられていた。
自軍無線のみならず米英の無線も傍受解読していた。その他、特定地域の周波数変更内容や、日本本土を空襲したB29爆撃機の援護にあたるF6F戦闘機の使用周波数などが、1945年（昭和20年）当時の傍受月報の記載に残されている。
対米諜信活動（暗号解読作業）は軍令部第四部大和田通信隊A班の担当であったが、平文であっても英語を理解できる者が少なかったため、帰国米移民2世（1世に連れられて行った日本生まれの子供らや米国生まれの日系米人2世）が選抜され従事していた。
映画『ローレライ』では、大和田通信所のシーンが撮影された。

## 立地要因

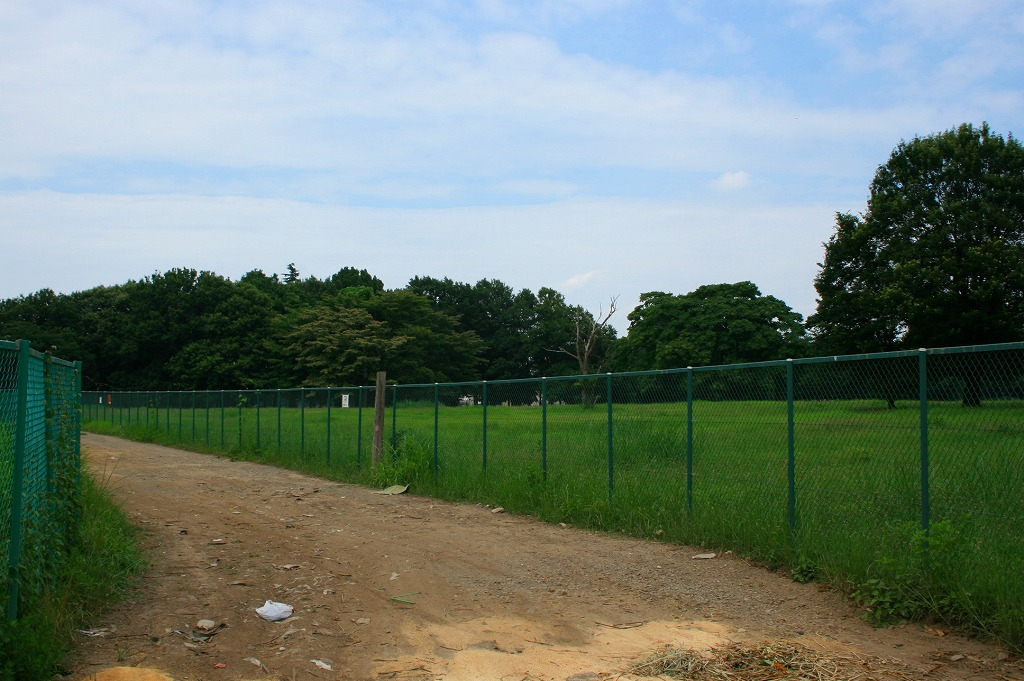
大和田通信所 2008年撮影時もかなりの面積が雑木林として残っている。

日本本土において、通信状態が非常に安定している。武蔵野台地の中心地であり、周辺に電波障害要因の鉄道、幹線道路、民家など障害物が無く、開設当時は農家が点在する森林地帯であった。東京航空交通管制部や防衛省情報本部大井通信所など周辺部に重要無線施設が多い。

## 沿革
- 1936年（昭和11年） - 日中戦争開戦時、アジア太平洋地域の無線受信および傍受目的の基地として建設[2]。
- 1937年（昭和12年） - 東京通信隊大和田分遣隊となる[2]。
- 1940年（昭和15年） - 旧海軍気象通信所として設置[3]。
- 1941年（昭和16年） - 太平洋戦争開戦時、帝国海軍大和田通信隊として独立[2]。
- 1945年（昭和20年）8月24日 - 中央気象台と陸･海軍の協議により中央気象台へ移管。
  - 9月13日 - 米陸軍第1騎兵師団へ施設引渡し。
  - 11月 - 中央施設内通信設備を逓信省が処分。中央気象台大和田臨時出張所が創設。
- 1950年（昭和25年）7月 - アメリカ陸軍が中央施設を占有し、気象台が分室扱いとなる。
  - アメリカ陸軍信号兵団の第71信号役務大隊（71SSB）が受信施設として使用開始。
  - のちにテナント部隊として施設の一部をアメリカ空軍第1956空路航空通信中隊（1956AACS）が共同使用する。
- 1964年（昭和39年） - アメリカ空軍の管理に移行[3]。
  - 第1956空路航空通信中隊が第1956通信群（1956CG）に改編され、第3分遣隊（Det. 3）が使用する。
  - ベトナム戦争時には大和田作戦所（OL - Operating Location）となる。
- 1966年（昭和41年）6月7日 - アメリカ国防通信局（DCA）極東通信管区（FECR）司令官が電波障害対策として大和田通信所の移転候補地選定を要請。
- 1966年（昭和41年）
  - 6月17日 - 防衛施設庁との協議により在日米軍司令部は移転候補地として水戸対地射爆撃場（茨城県ひたちなか市）を回答。
  - 10月10日 - アメリカ空軍太平洋地域地上電子技術設備局（PAC GEEIA RGN）の査察官調査で大和田通信所の移転は必要なしとの結果が出る。
- 1980年（昭和55年） - アメリカ軍がアンテナ18基（72本）を撤去[3]。
- 1981年（昭和56年）6月30日 - ヘリポートを設置[3]。
- 1983年（昭和58年）11月30日 - 日米合同委員会にて、アンテナ建設用地の使用条件変更を合意し、アンテナ工事を実施[3]。
- 1992年（平成4年）4月 - アメリカ空軍の組織改編により管理・使用部隊が変わる。 
  - 第475基地航空団（475ABW）の解散により第374空輸航空団（374AW）の管理下に置かれる。
  - 第1956通信群の解散により使用部隊が第374通信中隊（374CS）となる
- 2008年（平成20年） - アメリカ第5空軍374空輸航空団所属基地として運用中。

## 傍受実績
- 1941年（昭和16年）12月8日 - 真珠湾攻撃の成功を伝える電信「トラ・トラ・トラ」ワレ奇襲ニ成功セリまた「ポツダム宣言」を受信。
真珠湾攻撃開始の電信「ニイタカヤマノボレ1208（ひとふたまるはち）」を送信した送信所は海軍無線電信所船橋送信所。
- 軍事裁判時に証拠として提出された盧溝橋事件での「停戦に反対する中国軍が攻撃する」と言う意味である”According to”から始まる英電文を1937年7月に受信[4][5]。
- サイパン島南に位置するテニアン島飛行場のB29爆撃隊の通信を傍受。ハリー・S・トルーマン大統領直属の爆撃部隊である広島原爆投下機エノラゲイと、長崎原爆投下機ボックスカーをテニアン飛行場付近の不審機として認識。原爆投下後、広島上空から打電した暗号通信より、「エノラゲイ」のコールサイン「5V625」とその機体がテニアン島離陸機である事を探知。原子爆弾搭載を認知していたか否かは不明。